# Olympische Sommerspiele 2012/Teilnehmer (Tansania)
| Gelbes Symbol für Goldmedaillen mit stilisierten Olympischen Ringen | Graues Symbol für Silbermedaillen mit stilisierten Olympischen Ringen | Braundes Symbol für Bronzemedaillen mit stilisierten Olympischen Ringen |
| ------------------------------------------------------------------- | --------------------------------------------------------------------- | ----------------------------------------------------------------------- |
| —                                                                   | —                                                                     | —                                                                       |

Tansania nahm in London an den Olympischen Spielen 2012 teil. Es war die insgesamt elfte Teilnahme an Olympischen Sommerspielen. Das Tanzania Olympic Committee nominierte sechs Athleten in drei Sportarten.
Fahnenträgerin bei der Eröffnungsfeier war die Leichtathletin Zakia Mrisho.

## Teilnehmer nach Sportarten

### Boxen
| Männer           |                         |           |      |    |
| Selemani Kidunda | Weltergewicht bis 69 kg | V. Belous | 7-20 | 17 |

### Leichtathletik
| Athleten         | Wettbewerb | Vorlauf      | Vorlauf | Halbfinale | Halbfinale | Finale    | Finale | Rang |
| Athleten         | Wettbewerb | Zeit         | Rang    | Zeit       | Rang       | Zeit      | Rang   | Rang |
| ---------------- | ---------- | ------------ | ------- | ---------- | ---------- | --------- | ------ | ---- |
| Frauen           |            |              |         |            |            |           |        |      |
| Zakia Mrisho     | 5000 m     | 15:39,58 min | 16      | –          | –          | –         | –      | 31   |
| Männer           |            |              |         |            |            |           |        |      |
| Faustine Mussa   | Marathon   | –            | –       | –          | –          | 2:17:39 h | 33     | 33   |
| Samson Ramadhani | Marathon   | –            | –       | –          | –          | 2:24:53 h | 66     | 66   |

### Schwimmen
| Athleten        | Wettbewerb     | Vorlauf     | Vorlauf | Halbfinale | Halbfinale | Finale | Finale | Rang |
| Athleten        | Wettbewerb     | Zeit        | Rang    | Zeit       | Rang       | Zeit   | Rang   | Rang |
| --------------- | -------------- | ----------- | ------- | ---------- | ---------- | ------ | ------ | ---- |
| Frauen          |                |             |         |            |            |        |        |      |
| Magdalena Moshi | 100 m Freistil | 1:05,80 min | 8       | –          | –          | –      | –      | 45   |